# Internationale Korfbalfederatie
De Internationale Korfbalfederatie (Engels: International Korfball Federation), afgekort IKF, is de internationale organisatie voor de sport korfbal, waarin 72 nationale korfbalbonden zijn verenigd.

## Geschiedenis
De International Korfball Federation is opgericht op 11 juni 1933 in Antwerpen. De IKF is een voortvloeisel uit het Internationaal Korfbal Bureau dat Nederland en België hadden opgericht in 1924. Een van de oprichters van de IKF was Nico Broekhuysen, de geestelijk vader van het korfbal. Sinds 1993 is de IKF erkend door het IOC. In oktober 2023 werd binnen de IKF een 'Europees uitvoerend bureau' opgericht. Eerste voorzitter hiervan werd de Belg Yves Daelmans.

## Doel
Het voornaamste doel van de IKF is het verspreiden van de korfbalsport over de gehele wereld. De IKF biedt de 69 aangesloten nationale bonden, onderverdeeld in vijf continentale federaties (Afrika, Amerika, Azië, Europa en Oceanië), korfbaltechnische, financiële, materiële en structurele ondersteuning om dit doel te bereiken, het spelpeil te verbeteren, meer aandacht te trekken van supporters en van de (social) media en een stabiele korfbalstructuur te ontwikkelen in alle aangesloten landen.

## Structuur
De hoofdzetel van de IKF is gelegen te Utrecht. Huidige voorzitter van de IKF is de Nederlander Gabi Kool en secretaris-generaal is de Portugese Joana Faria. De organisatie is lid van de Association of Recognised International Sports Federations (ARISF), SportAccord en de International World Games Association (IWGA). De IKF onderschrijft de WADA anti-doping reglementen. 

### Bestuur
| Periode      | Voorzitter       |
| ------------ | ---------------- |
| 1933 - 1946  | Nico Broekhuysen |
| 1946 - 1954  | S.A. Wilson      |
| 1954 - 1964  | Henk Venema      |
| 1964 - 1981  | Herman Duns      |
| 1981 - 1988  | Jo Roosenschoon  |
| 1988 - 2003  | Bob de Die       |
| 2003 - 2023  | Jan Fransoo      |
| 2023 - heden | Gabi Kool        |

## Toernooien
De IKF organiseert verschillende toernooien.

### Landenteams toernooien
- Wereldkampioenschap
- Wereldkampioenschap beachkorfbal
- Continentale kampioenschappen in alle vijf continenten
- EK korfbal
- European Bowl (vervangt door European Korfball B-Championship)

### Landenteams toernooien (jeugd)
- WK onder 21
- WK onder 17
- EK onder 21

### Club toernooien
- Korfball Champions League (KCL)
- Europa Cup (vervangt door KCL)
- Europa Shield (vervangt door KCL)
- University World Cup
- European University Championship Korfball (EUCK)

## Aangesloten landen
- Armenië
- Aruba
- Argentinië
- Australië
- België (mede-oprichter)
- Bosnië en Herzegovina
- Botswana
- Bulgarije
- Brazilië
- Canada
- Catalonië
- China
- Costa Rica
- Cyprus
- Curaçao
- Denemarken
- Dominicaanse Republiek
- Duitsland
- Engeland
- Filipijnen
- Finland
- Frankrijk
- Georgië
- Ghana
- Griekenland
- Hongkong
- Hongarije
- India
- Indonesië
- Italië
- Ierland
- Ivoorkust
- Japan
- Kameroen
- Kenia
- Kroatië
- Luxemburg
- Mongolië
- Macau
- Malawi
- Maleisië
- Marokko
- Nederland (mede-oprichter)
- Nepal
- Nieuw-Zeeland
- Oekraïne
- Papoea-Nieuw-Guinea
- Pakistan
- Polen
- Portugal
- Roemenië
- Rusland
- Schotland
- Servië
- Singapore
- Slowakije
- Suriname
- Chinees Taipei
- Turkije
- Tsjechië
- Verenigde Staten
- Wales
- Wit-Rusland
- Zambia
- Zimbabwe
- Zuid-Afrika
- Zuid-Korea
- Zweden
- Zwitserland

### Kandidaat-leden
- Angola
- Litouwen
- Slovenië

## Wereldranglijst
Per 1 januari 2023
| Positie | Land                   | Punten |
| 1.      | Nederland              | 388.00 |
| 2.      | België                 | 340.51 |
| 3.      | Chinees Taipei         | 280.46 |
| 4.      | Duitsland              | 271.45 |
| 5.      | China                  | 219.55 |
| 6.      | Portugal               | 185.96 |
| 7.      | Suriname               | 172.28 |
| 8.      | Tsjechië               | 150.91 |
| 9.      | Catalonië              | 143.16 |
| 10.     | Engeland               | 126.40 |
| 11.     | Hongarije              | 124.92 |
| 12.     | Polen                  | 92.67  |
| 13.     | Nieuw-Zeeland          | 85.83  |
| 14.     | Australië              | 85.63  |
| 15..    | Hongkong               | 79.48  |
| 16.     | Slowakije              | 77.62  |
| 17.     | Marokko                | 61.15  |
| 18.     | Ierland                | 52.57  |
| 19.     | Japan                  | 51.05  |
| 20.     | Brazilië               | 50.10  |
| 21.     | Zimbabwe               | 48.15  |
| 22.     | Turkije                | 45.55  |
| 23.     | India                  | 40.34  |
| 24.     | Zuid-Afrika            | 39.35  |
| 25.     | Frankrijk              | 36.58  |
| 26.     | Ivoorkust              | 36.10  |
| 27.     | Thailand               | 35.45  |
| 28.     | Maleisië               | 33.17  |
| 29.     | Zwitserland            | 32.08  |
| 30.     | Wales                  | 30.91  |
| 31.     | Servië                 | 30.08  |
| 32.     | Argentinië             | 28.05  |
| 33.     | Schotland              | 25.78  |
| 34.     | Griekenland            | 24.28  |
| 35.     | Indonesië              | 18.13  |
| 36.     | Ghana                  | 18.05  |
| 36.     | Zambia                 | 18.05  |
| 38.     | Filipijnen             | 11.09  |
| 39.     | Oekraïne               | 10.74  |
| 40.     | Armenië                | 9.80   |
| 41.     | Verenigde Staten       | 8.00   |
| 42.     | Singapore              | 7.04   |
| 43.     | Sri Lanka              | 7.00   |
| 44.     | Zweden                 | 6.87   |
| 45.     | Macau                  | 6.13   |
| 46.     | Dominicaanse Republiek | 6.00   |
| 47.     | Colombia               | 4.00   |
| 48.     | Aruba                  | 3.00   |
| 48.     | Bosnië en Herzegovina  | 3.00   |
| 48.     | Botswana               | 3.00   |
| 48.     | Bulgarije              | 3.00   |
| 48.     | Kameroen               | 3.00   |
| 48.     | Canada                 | 3.00   |
| 48.     | Costa Rica             | 3.00   |
| 48.     | Kroatië                | 3.00   |
| 48.     | Curaçao                | 3.00   |
| 48.     | Cyprus                 | 3.00   |
| 48.     | Finland                | 3.00   |
| 48.     | Georgië                | 3.00   |
| 48.     | Italië                 | 3.00   |
| 48.     | Zuid-Korea             | 3.00   |
| 48.     | Luxemburg              | 3.00   |
| 48.     | Malawi                 | 3.00   |
| 48.     | Nepal                  | 3.00   |
| 48.     | Pakistan               | 3.00   |
| 48.     | Roemenië               | 3.00   |
| 48.     | Rusland                | 3.00   |
| 68.     | Kenia                  | 2.00   |
| 69.     | Peru                   | 1.00   |